# آئودلی ایر
آئودلی ایر (به انگلیسی: Audeli Air) یک شرکت هواپیمایی است. دفتر مرکزی آئودلی ایر در مادرید، اسپانیا واقع شده‌است.